# Гімн Кенії
Ee Mungu Nguvu Yetu (укр. О Боже всестворюючий) — національний гімн Кенії. Заснований на народній мелодії, зокрема колисковій, яку співали жінки покомо своїм дітям. Національний гімн було створено спеціальною комісією, до якої входили 5 членів. У 1963 році було запропоновано три версії гімну, з яких була вибрана одна.

## Текст гімну мовою суахілі
Ee Mungu nguvu yetu 

Ilete baraka kwetu 

Haki iwe ngao na mlinzi

Natukae na undugu

Amani na uhuru

Raha tupate na ustawi.

Amkeni ndugu zetu

Tufanye sote bidii

Nasi tujitoe kwa nguvu

Nchi yetu ya Kenya

Tunayoipenda

Tuwe tayari kuilinda.

Natujenge taifa letu

Ee, ndio wajibu wetu

Kenya istahili heshima

Tuungane mikono

Pamoja kazini

Kila siku tuwe na shukrani.